# Rie Rasmussen
Rie Rasmussen född 14 februari 1976 i Köpenhamn, är en dansk skådespelare och supermodell.

## Filmografi
- 2002 – Femme Fatale
- 2005 – Angel-A